# Färöischer Fußballpokal 2019
Der Färöische Fußballpokal 2019, auch bekannt als Løgmanssteypið 2019, fand zwischen dem 30. März und 21. September 2019 statt und wurde zum 65. Mal ausgespielt. Im Endspiel, welches im Tórsvøllur-Stadion in Tórshavn auf Kunstrasen ausgetragen wurde, siegte HB Tórshavn mit 3:1 gegen Víkingur Gøta und nahm dadurch an der 1. Qualifikationsrunde zur UEFA Europa League 2020/21 teil.
HB Tórshavn und Víkingur Gøta belegten in der Meisterschaft die Plätze vier und fünf. Für HB Tórshavn war es der 27. Sieg bei der 40. Finalteilnahme, für Víkingur Gøta die zweite Niederlage bei der sechsten Finalteilnahme. Titelverteidiger B36 Tórshavn schied hingegen im Viertelfinale aus.

## Teilnehmer
Teilnahmeberechtigt waren alle 17 A-Mannschaften der vier färöischen Ligen. Im Einzelnen sind dies:
| Betrideildin | 1. Deild                              | 2. Deild                             | 3. Deild      |
| --- | ------------------------------------- | ------------------------------------ | ------------- |
| 12AB Argir 12B36 Tórshavn 12EB/Streymur 12HB Tórshavn 12ÍF Fuglafjørður 12KÍ Klaksvík 12NSÍ Runavík 12Skála ÍF 12TB Tvøroyri 12Víkingur Gøta | 1207 Vestur 12B68 Toftir 12B71 Sandur | 12FC Hoyvík 12FC Suðuroy 12Undrið FF | 12Royn Hvalba |

## Modus
Alle Runden werden im K.-o.-System ausgetragen.

## Qualifikationsrunde
Die Partie der Qualifikationsrunde fand am 30. März statt.
|             | Ergebnis  |           |
| ----------- | --------- | --------- |
| Royn Hvalba | 2:1 (1:0) | FC Hoyvík |

## 1. Runde
Die Partien der 1. Runde fanden am 10. April statt.
|              | Ergebnis   |                 |
| ------------ | ---------- | --------------- |
| B36 Tórshavn | 4:0 (1:0)  | 07 Vestur       |
| B71 Sandur   | 1:0 (1:0)  | ÍF Fuglafjørður |
| EB/Streymur  | 2:6 (1:3)  | Víkingur Gøta   |
| HB Tórshavn  | 2:1 (0:0)  | NSÍ Runavík     |
| Royn Hvalba  | 0:4 (0:1)  | B68 Toftir      |
| TB Tvøroyri  | 2:1 (1:0)  | FC Suðuroy      |
| Skála ÍF     | 1:0 (0:0)  | AB Argir        |
| Undrið FF    | 1:13 (0:7) | KÍ Klaksvík     |

## Viertelfinale
Die Viertelfinalpartien fanden am 22. April statt.
|               | Ergebnis              |             |
| ------------- | --------------------- | ----------- |
| B36 Tórshavn  | 03:4 n. V. (2:2, 2:0) | KÍ Klaksvík |
| HB Tórshavn   | 04:0 (0:0)            | B71 Sandur  |
| Skála ÍF      | 05:1 (3:0)            | TB Tvøroyri |
| Víkingur Gøta | 10:0 (4:0)            | B68 Toftir  |

## Halbfinale
Die Hinspiele im Halbfinale fanden am 8. und 9. Mai statt, die Rückspiele am 22. und 23. Mai.
|             | Gesamt     |               | Hinspiel  | Rückspiel |
| ----------- | ---------- | ------------- | --------- | --------- |
| HB Tórshavn | 2:1        | KÍ Klaksvík   | 1:1 (0:1) | 1:0 (0:0) |
| Skála ÍF    | (a)1:1 (a) | Víkingur Gøta | 1:1 (1:0) | 0:0       |

## Finale
| Paarung        | Víkingur Gøta – HB Tórshavn |
| Ergebnis       | 1:3 (0:1) |
| Datum          | 21. September 2019 |
| Stadion        | Tórsvøllur, Tórshavn |
| Zuschauer      | 2962 |
| Schiedsrichter | Dagfinn Forná (Runavík) |
| Tore           | 0:1 Adrian Justinussen (40.) 0:2 Símun Eiler Samuelsen (52.) 1:2 Andreas Olsen (62.) 1:3 Sebastian Pingel (71) |
| Víkingur Gøta  | Elias Rasmussen – Hanus Jacobsen, Atli Gregersen , Vukasin Tomic, Gunnar Vatnhamar – Bogi Petersen (59. Elias Lervig), Heðin Hansen, Sølvi Vatnhamar, Arnbjørn Svensson (59. Filip Djordjevic) – Andreas Olsen, Adeshina Lawal Cheftrainer: Bagge Hentze                                               |
| HB Tórshavn    | Teitur Gestsson – Lasse Andersen, Binni Hlöðversson, Daniel Johansen, René Joensen, Bartal Wardum (83. Jógvan Rói Davidsen) – Magnus Egilsson (68. Sebastian Pingel), Dan í Soylu, Adrian Justinussen, Símun Eiler Samuelsen – Ari Olsen (90. Pætur Petersen) Cheftrainer: Heimir Guðjónsson ( Island) |
| Gelbe Karten   | Vukasin Tomic, Gunnar Vatnhamar, Atli Gregersen – René Joensen |

## Torschützenliste
Bei gleicher Anzahl von Treffern sind die Spieler nach dem Nachnamen alphabetisch geordnet.
| Platz | Spieler                 | Verein        | Tore |
| ----- | ----------------------- | ------------- | ---- |
| 1     | Patrik Johannesen       | KÍ Klaksvík   | 04   |
| 1     | Jonn Johannessen        | KÍ Klaksvík   | 04   |
| 1     | Adeshina Lawal          | Víkingur Gøta | 04   |
| 1     | Símun Eiler Samuelsen   | HB Tórshavn   | 04   |
| 5     | Heðin Hansen            | Víkingur Gøta | 03   |
| 5     | Jákup Johansen          | Skála ÍF      | 03   |
| 7     | Jóannes Bjartalíð       | KÍ Klaksvík   | 02   |
| 7     | Debes Danielsen         | B68 Toftir    | 02   |
| 7     | Jóannes Danielsen       | KÍ Klaksvík   | 02   |
| 7     | Árni Frederiksberg      | B36 Tórshavn  | 02   |
| 7     | Brian Jakobsen          | B36 Tórshavn  | 02   |
| 7     | Steffan Løkin           | EB/Streymur   | 02   |
| 7     | Andreas Olsen           | Víkingur Gøta | 02   |
| 7     | Ari Olsen               | HB Tórshavn   | 02   |
| 7     | Janus Samuelsen         | Skála ÍF      | 02   |
| 7     | Ragnar Samuelsen        | B36 Tórshavn  | 02   |
| 7     | Bjørgvin Sveinbjørnsson | Royn Hvalba   | 02   |
| 7     | Gunnar Vatnhamar        | Víkingur Gøta | 02   |
| 7     | Sølvi Vatnhamar         | Víkingur Gøta | 02   |